# Steve Morse (album)
Steve Morse è il primo album in studio del chitarrista statunitense Steve Morse, pubblicato nel 1987 dalla MCA Records. Alcuni brani di questo disco sono stati poi riarrangiati e reinseriti nel successivo High Tension Wires. Tutti i brani sono eseguiti in versione strumentale.

## Tracce
Versione statunitense
1. Endless Waves – 3:46
2. Country Colors – 4:47
3. Modoc – 2:47
4. Ghostwind – 3:13
5. Carry On Wayward Son – 4:16
6. Swinging the Chain – 4:21
7. Orbits – 10:21
8. Smoke on the Water – 5:21

Versione  estera
1. Endless Waves – 3:46
2. Country Colors – 4:47
3. Modoc – 2:47
4. Ghostwind – 3:13

## Formazione
- Steve Morse – chitarra
- Robin Lumley - tastiera
- Benny Rietveld, basso
- Ricky Wellman, batteria